# Brøndbykredsen
Brøndbykredsen er fra 2007 en nyoprettet opstillingskreds i Københavns Omegns Storkreds. Kredsen omfater kommunerne Brøndby, Ishøj og Vallensbæk. I 1920-2006 indgik området i andre opstillingskredse i Københavns Amtskreds.
Valgkredsen bestod pr. 18. juni 2015 af følgende kommuner og valgsteder:
1. Brøndby Kommune
  1. Brøndbyvester Skole
  2. Tjørnehøjhallen
  3. Lindelundshallen
  4. Nørregård
  5. Kulturhuset Brønden
2. Ishøj Kommune
  1. Ishøj Landsby
  2. Vibeholmskolen
  3. Gildbroskolen
  4. Strandgårdskolen
  5. Ishøj Bycenter
3. Vallensbæk Kommune
  1. Vallensbæk Skole
  2. Multisalen
  3. Egholmskolen
  4. Pilehaveskolen

## Folketingskandidater pr. 31/05-2022
| Liste | Parti                       | Kandidat             | Bemærk |
| ----- | --------------------------- | -------------------- | ------ |
| A     | Socialdemokratiet           | Mattias Tesfaye      |        |
| B     | Radikale Venstre            | Kashif Ahmad         |        |
| C     | Det Konservative Folkeparti | Tina Cartey Hansen   |        |
| D     | Nye Borgerlige              | [ 4 ]                |        |
| F     | Socialistisk Folkeparti     |                      |        |
| I     | Liberal Alliance            |                      |        |
| O     | Dansk Folkeparti            | Morten Messerschmidt |        |
| V     | Venstre                     | Ricki Vejsmose       |        |
| Ø     | Enhedslisten                | Tobias Clausen       |        |
| Å     | Alternativet                |                      |        |